# کورودا هیده‌تادا
کورودا هیده‌تادا (به ژاپنی: 黒田 秀忠 くろだ ひでただ); ۱ ژانویهٔ ۱۴۹۲ – ۳۰ مارس ۱۵۴۶) سامورایی از اهالی ولایت اچیگو اهل ژاپن بود.
در ماه اکتبر ۱۵۴۵، کورودا هیده‌تادا ملازم قدیمی خاندان اوئه‌سوگی، برادر بزرگتر اوئه‌سوگی کنشین، ناگائو کاگه‌یاسو را کشت، خود را در قلعه کوروتاکی (یاهیکو) سنگر گرفت و شورش را آغاز کرد. کورودا هیده‌تادا در این سال تسلیم شد، اما سال بعد دوباره شورش کرد و کنشین او را تحت سلطه خود درآورد و خاندان کورودا را نابود کرد.